# Edmund Berdziński
Edmund Berdziński (ur. 13 lipca 1949, zm. 12 czerwca 2011) – polski lekkoatleta, specjalizował się w rzucie oszczepem. 
Brązowy medalista mistrzostw Europy juniorów w 1968. Reprezentował barwy Orkana Poznań. Rekord życiowy 75,80 (24 maja 1969, Poznań).